# Туніський динар
Туніський динар (араб. دينار تونسي, валютний код TND) — валюта Тунісу.
1 туніський динар = 1000 міллім.

## Історія
Динари в Тунісі були введені в 1960 році, а як валюта розрахунків ще в 1958 році. Прийшли на зміну французьким франкам. Початковий курс був 1 динар = 1000 франків.

## Банкноти
В 1960 р. Центральний банк Тунісу ввів в обіг банкноти номіналом ½, 1 та 5 динарів. В 1969 р. випущена банкнота номіналом 10 динарів. Остання серія банкнот номіналом ½ динара була випущена в 1973 р., 1 динар — в 1980 р., а 5 динарів — в 1993 р. Банкнота 20 динарів введена в 1980 р., 30 динарів — в 1997 р., 50 динарів — 25 липня 2009 року.
| Банкноти Тунісу                              | Банкноти Тунісу | Банкноти Тунісу | Банкноти Тунісу | Банкноти Тунісу      | Банкноти Тунісу                               | Банкноти Тунісу |           |
| Зображення                                   | Зображення      | Номінал         | Основний колір  | Опис                 | Опис                                          | В обороті       | В обороті |
| Аверс                                        | Реверс          | Номінал         | Основний колір  | Аверс                | Реверс                                        |                 |           |
| -------------------------------------------- | --------------- | --------------- | --------------- | -------------------- | --------------------------------------------- | --------------- | --------- |
|                                              |                 | 5 динарів       | Зелений         | Ганнібал             | Символ революції 7 листопада 1987 р.          | 1993-2013       |           |
|                                              |                 | 5 динарів       | Блакитний       | Ганнібал             | Давньоримський флот                           | З 2013          |           |
|                                              |                 | 10 динарів      | Зелений         | Ібн Хальдун          | Символ революції 7 листопада 1987 р.,         | 1994-2005       |           |
|                                              |                 | 10 динарів      | Блакитний       | Ібн Хальдун          | Символ революції 7 листопада 1987 р.,         | 1994-2005       |           |
|                                              |                 | 10 динарів      | Блакитний       | Дідона, мечеть .     | Капітолій в Дузі, супутникова антена.         | 2005-2013       |           |
|                                              |                 | 10 динарів      | Блакитний       | Абу ель-Касим Ашаббі | Мечеть аз-Зайтуна                             | з 2013          |           |
|                                              |                 | 20 динарів      | Пурпурний       | Хейреддін            | Символ революції 7 листопада 1987 р.          | 1992-2011       |           |
|                                              |                 | 20 динарів      | Пурпурний       | Хейреддін            | Колледж Садікі                                | 2011-2017       |           |
|                                              |                 | 20 динарів      | Рожевий         | Фархат Хашед         | Амфітеатр в Ель-Джемі                         | з 2017          |           |
|                                              |                 | 30 динарів      | Помаранчевий    | Абу ель-Касим Ашаббі | Селяни, збір врожаю, корови, водонапірна вежа | 1997-2013       |           |
|                                              |                 | 50 динарів      | Зелений         | Ібн Ер-Рашид         | Символ революції 7 листопада 1987 року        | 2009-2011       |           |
|                                              |                 | 50 динарів      | Світло-зелений  | Ібн Ер-Рашид         | Панорама центру Тунісу                        | з 2011          |           |
| Масштаб зображень — 3,9 пікселя на міліметр. |                 |                 |                 |                      |                                               |                 |           |

## Монети
У 1960 році було введено в обіг алюмінієві монети номіналами: 1, 2 та 5 міллімів та латунні монети: 10, 20, 50 та 100 міллімів. У 1968 році були ведені нікелеві монети номіналом у ½ динару, у 1976 році вони були замінені на мідно-нікелеві, в той же час були введені мідно-нікелеві монети номіналом 1 динар. Біметалічні монети номіналом 5 динарів були введені в 2002 році.
На даний момент в обігу знаходяться монети номіналами: 1, 5, 10, 20, 50, 100, 200 міллімів, а також ½, 1, 2, 5 динарів.
| Зображення | Номінал      | Рік вводу  | Матеріал | Матеріал | Форма        | Діаметр мм | Вага г | Гурт     | Аверс | Реверс |      |    |    |      |    |      |          | |                                                              |
| ---------- | ------------ | ---------- | -------- | -------- | ------------ | ---------- | ------ | -------- | --- | --- | ---- | -- | -- | ---- | -- | ---- | -------- | --- | ------------------------------------------------------------ |
| Зображення | Номінал      | Рік вводу  |          | 1 Міллім | Форма        | Діаметр мм | Вага г | Гурт     | Аверс | Реверс | 1960 | Al | Al | Коло | 18 | 0,65 | Рифлений | Зображення коркового дуба зверху якого напис півколом «البنك المركزي التونسي», а знизу рік карбування | Номінал монети «1/مليم واحد», в облямівці з оливкового гілля |
|            | 2 Мілліма    | 1960       | Al       | Al       | Коло         | 24         | 1,49   | Рифлений | Зображення коркового дуба зверху якого напис півколом «البنك المركزي التونسي», а знизу рік карбування                                                                                     | Номінал монети «2/مليمان», в облямівці з оливкового гілля                                                                                            |      |    |    |      |    |      |          | |                                                              |
|            | 5 Міллімів   | 1960       | Al       | Al       | Коло         | 23,97      | 1,5    | Рифлений | Зображення коркового дуба зверху якого напис півколом «البنك المركزي التونسي», а знизу рік карбування                                                                                     | Номінал монети «5/خمسـة مليمات», в облямівці з оливкового гілля                                                                                      |      |    |    |      |    |      |          | |                                                              |
|            | 10 Міллімів  | 1960       | Латунь   | Латунь   | Коло         |            |        | Рифлений | | |      |    |    |      |    |      |          | |                                                              |
|            | 20 Міллімів  | 1960       | Латунь   | Латунь   | Коло         |            |        | Рифлений | В центрі монети, у колі напис «البنك المركزي التونسي», нижче якого рік карбування (європейською системою та хіджрою). По зовнішньому колу монети орнамент                                 | Номінал, нижче якого напис «20/عشرون مليما». По колу йде орнамент                                                                                    |      |    |    |      |    |      |          | |                                                              |
|            | 50 Міллімів  | 1960       | Латунь   | Латунь   | Коло         |            |        | Рифлений | В центрі монети, у колі напис «البنك المركزي التونسي», нижче якого рік карбування (європейською системою та хіджрою). По зовнішньому колу монети орнамент                                 | Номінал, нижче якого напис арабською. По колу йде орнамент                                                                                           |      |    |    |      |    |      |          | |                                                              |
|            | 100 Міллімів | 1960       | Латунь   | Латунь   | Коло         | 27         | 7,51   | Рифлений | В центрі монети, у колі напис «البنك المركزي التونسي», нижче якого рік карбування (європейською системою та хіджрою). По зовнішньому колу монети орнамент                                 | Номінал, нижче якого напис «100/مائة مليم». По колу йде орнамент                                                                                     |      |    |    |      |    |      |          | |                                                              |
|            | 200 Міллімів | 2013       | CuZn     | CuZn     | Многогранний | 29         | 9,40   | Рифлений | В центрі монети, у колі напис «البنك المركزي التونسي», нижче якого рік карбування (європейською системою та хіджрою). По зовнішньому колу монети орнамент                                 | Номінал, нижче якого напис «200/مائتا مليم». По колу йде орнамент                                                                                    |      |    |    |      |    |      |          | |                                                              |
|            | ½ Динару     | 1968       | CuNí     | CuNí     | Коло         |            |        | Гладкий  | Зображення першого президента Тунісу Хабіба Бурґіби | Всередині монети номінал «1/2», вище якого напис арабською, а нижче якого рік карбування                                                             |      |    |    |      |    |      |          | |                                                              |
|            | ½ Динару     | 1976       | CuNí     | CuNí     | Коло         |            |        | Гладкий  | Зображення першого президента Тунісу Хабіба Бурґіби нижче якого рід карбування. Зверху — напис півколом «الجمهورية التونسية», знизу — «رئيس الجمهورية التونسية»                           | Зображення двох долонь, які тримають колосся пшениці та фрукти. Зверху напис на півколом «البنك المركزي التونسية», знизу номінал «نصف ½ دينار»       |      |    |    |      |    |      |          | |                                                              |
|            | ½ Динару     | 1988, 1990 | CuNí     | CuNí     | Коло         |            |        | Гладкий  | Зображення мапи Тунісу, зверху — напис півколом «الجمهورية التونسية», а з боків лаврове гілля, знизу — рік карбування монети                                                              | Зображення двох долонь, які тримають колосся пшениці та фрукти. Зверху напис на півколом «البنك المركزي التونسية», знизу номінал «نصف ½ دينار»       |      |    |    |      |    |      |          | |                                                              |
|            | ½ Динару     | 1996       | CuNí     | CuNí     | Коло         |            |        | Гладкий  | Герб Тунісу у лінійному колі. У зовнішньому колі: зверху — напис півколом «الجمهورية التونسية», з боків — лаврове гілля, знизу — рік карбування монети (європейською системою та хіджрою) | Зображення двох долонь, які тримають колосся пшениці та фрукти. Зверху напис на півколом «البنك المركزي التونسية», знизу номінал «نصف ½ دينار»       |      |    |    |      |    |      |          | |                                                              |
|            | 1 Динар      | 1976, 1983 | CuNí     | CuNí     | Коло         | 27,95      | 9,75   | Гладкий  | Зображення першого президента Тунісу Хабіба Бурґіби нижче якого рід карбування. Зверху — напис півколом «الجمهورية التونسية», знизу — «رئيس الجمهورية التونسية»                           | Зображення принцеси, засновниці Карфагену Елісси, яка збирає врожай. Зверху напис на півколом «البنك المركزى التونسية», знизу номінал «دينار 1 واحد» |      |    |    |      |    |      |          | |                                                              |
|            | 1 Динар      | 1988, 1990 | CuNí     | CuNí     | Коло         | 28,06      | 9,85   | Гладкий  | Зображення мапи Тунісу, зверху — напис півколом «الجمهورية التونسية», знизу — рік карбування монети                                                                                       | Зображення принцеси, засновниці Карфагену Елісси, яка збирає врожай. Зверху напис на півколом «البنك المركزى التونسية», знизу номінал «دينار 1 واحد» |      |    |    |      |    |      |          | |                                                              |
|            | 1 Динар      | 1996       | CuNí     | CuNí     | Коло         | 28         | 10,02  | Гладкий  | Герб Тунісу у лінійному колі. У зовнішньому колі: зверху — напис півколом «الجمهورية التونسية», з боків — лаврове гілля, знизу — рік карбування монети (європейською системою та хіджрою) | Зображення принцеси, засновниці Карфагену Елісси, яка збирає врожай. Зверху напис на півколом «البنك المركزي التونسي», знизу номінал «دينار 1 واحد»  |      |    |    |      |    |      |          | |                                                              |
|            | 2 Динара     | 2013       | CuNí     | CuNí     | Многогранний | 29,4       |        |          | | |      |    |    |      |    |      |          | |                                                              |
|            | 5 Динарів    | 2000       | Латунь   | CuNí     | Коло         |            |        | Рифлений | Герб Тунісу у лінійному колі. У зовнішньому колі: зверху — напис півколом «الجمهورية التونسية», з боків — лаврове гілля, знизу — рік карбування монети (європейською системою та хіджрою) | |      |    |    |      |    |      |          | |                                                              |